# Mesosa maculifemorata
Mesosa maculifemorata là một loài bọ cánh cứng trong họ Cerambycidae.